# Fettschürze

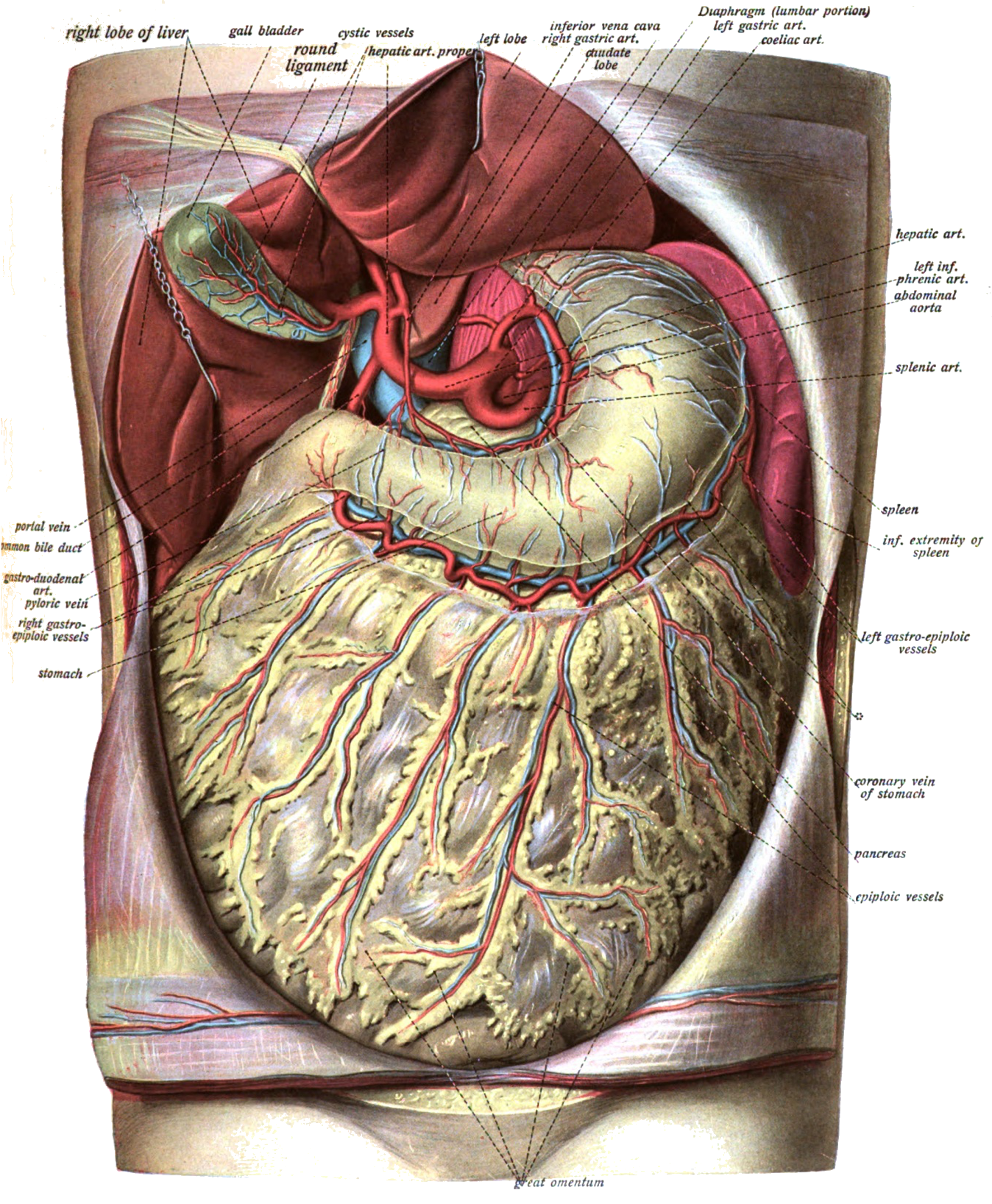
Anatomische Illustration, 1909

Als Fettschürze, auch als Omentum oder Epiploon, bezeichnet man eine vom Bauchfell (Peritoneum) überzogene, übermäßige fett- und bindegewebsreiche Struktur (Omentum majus) sowie eine schlaff herunterhängende Haut am Bauch, die vor allem dann zurückbleibt, wenn stark übergewichtige Menschen in relativ kurzer Zeit viel Gewicht verlieren. Auch eine Bindegewebsschwäche, wie sie in hohem Alter, durch genetische Prävalenz oder durch ungesunde und bewegungsarme Lebensweise entsteht, spielt eine Rolle bei der Bildung von Fettschürzen. Ebenso können bei Frauen Mehrlingsschwangerschaften zu Fettschürzen führen sowie in jüngster Zeit auch die weit jenseits des 50. Lebensjahres möglich gewordenen Schwangerschaften durch Eizellspende.
Synonyme für Fettschürze sind unter anderem die Ausdrücke Fettlappen, Hautlappen und Bauchfettschürze.
Besonders hoher Gewichtsverlust in relativ kurzer Zeit tritt oft nach Maßnahmen der Adipositaschirurgie (wie z. B. Schlauchmagen, Magenband, Magen-Bypass und andere) ein. Dieser ist zwar durchaus gewünscht, da die Gesundheits- und Überlebensrisiken bei sehr großem Übergewicht nicht über mehrere Jahre in kritischen Bereichen bleiben sollen oder dürfen. Patienten der Adipositaschirurgie haben im Normalfall BMI-Werte von mehr als 40, das entspricht bei 1,75 m Körpergröße mindestens 50 kg Übergewicht.
Bei einem hohen Ausmaß an Gewichtsverlust in kürzerer Zeit bilden sich jedoch die Überreste der nach dem Abnehmen überschüssigen Haut nicht mehr zurück, oft müssen diese operativ entfernt werden (Omentektomie). Die dabei angewandte chirurgische Bauchdeckenstraffung wird im Fachjargon Abdominoplastik genannt. Die Entfernung von Fettschürzen ist im 21. Jahrhundert zur Routine im Rahmen der stark expandierenden Adipositaschirurgie geworden.
Über die Kostenübernahme bei der operativen Entfernung von Fettschürzen durch Krankenversicherungen kommt es in Deutschland gelegentlich zu Rechtsstreitigkeiten. Die Kosten für solche Operationen liegen in Deutschland Ende der 2010er Jahre je nach Fall etwa zwischen 3000 und 10.000 Euro. Die Entscheidung über die Kostenübernahme erfolgt im Einzelfall nach medizinischer Indikation, wenn ein medizinisches Problem mit Beeinträchtigung der Körperfunktionen besteht, zum Beispiel eine Infektion der Fettschürze. Bei einem rein ästhetischen Problem werden die Kosten nur übernommen, wenn es sich um eine Entstellung mit beachtlicher Erheblichkeitsschwelle handelt.
Bleiben Fettschürzen nämlich zurück und werden anschließend nicht operiert, kommt es oft zu psychischen Beeinträchtigungen der Betroffenen bis hin zum sozialen Rückzug und zu Depressionen. Dabei spielt eine Rolle, dass das besonders von Frauen oft über viele Jahre ersehnte Ziel, sich wieder im Bikini oder im bauchfreien Top zeigen zu können, durch Fettschürzen erst recht als verbaut erscheint. Ein weiterer häufiger Effekt ist frustrationsbedingte Wiederzunahme.
Zudem bergen Fettschürzen ein hohes Risiko von Infektionen, da die aufliegende Haut potenziell stark schwitzt, sich erwärmt und sich in den entstandenen feuchtwarmen Falten und Lappen Krankheitskeime, besonders Pilze und Bakterien, schnell vermehren. Bewegung und dadurch entstehende Reibung der Kleidung an der Haut sowie der übereinanderliegenden Hautlappen aneinander verursachen weitere Reizungen der Haut und führen oft zu Wunden, die dauerhaft bleiben und dauerhaft Schmerzen verursachen können.
Allerdings bildet auch die operative Entfernung von Fettschürzen ein Risiko, zum Beispiel wenn die Patienten in kürzerer Zeit wieder zunehmen. Dadurch kann ein Druck auf die noch frischen OP-Narben entstehen, der zu weiteren Komplikationen führen kann. Auch bilden die operativen Eingriffe an sich ein nicht unerhebliches Risiko von größeren Narben, Wunden mit Wundheilungsstörungen, und durch die Durchtrennung von Hautnerven ein Risiko der Bildung von gefühllosen Hautpartien. Mehrmalige Nachoperationen gelten als üblich.
Das Zurückbleiben von Fettschürzen kann in begrenztem Umfang durch Sportarten verhindert oder gemindert werden, die das Bindegewebe stärken, zum Beispiel durch Schwimmen.